# Isaiah Morris
Pour les articles homonymes, voir Morris.
Isaiah Morris, né le 2 avril 1969, à Richmond, en Virginie, est un ancien joueur américain de basket-ball. Il évolue au poste d'ailier fort.